# Władysław Żeleński

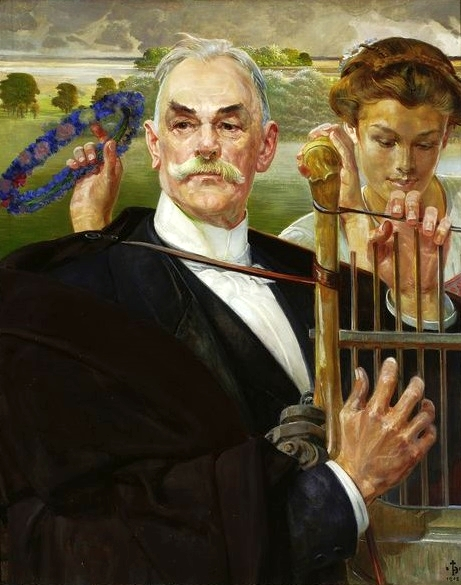
Władysław Żeleński, målning av Jacek Malczewski.

Władysław Marcjan Mikołaj Żeleński, född 6 juli 1837 i Grodkowice, död 23 januari 1921 i Kraków, var en polsk tonsättare, farfar till juristen och historikern Władysław Żeleński. 
Żeleński blev efter musikstudier i Prag och Paris professor vid konservatoriet i Warszawa. Han komponerade en rad operor, bland annat Konrad Wallenrod (1885), Goplana (1896–97), Janek (1900), Den gamla sagan (1907) samt symfonier, kantater, motetter, piano- och orgelstycken med mera. Han utgav även en lärobok i harmoni och kontrapunkt.